# Championnats d'Europe de char à voile 1976
Navigation
1975 1977
Les 14e championnats d'Europe de char à voile 1976, organisés par le pays hôte sous l'égide de la fédération internationale du char à voile, devaient se dérouler à La Panne dans la province de Flandre-Occidentale en Belgique mais, en l'absence de vent, la compétition est annulée.